# 東急3000系電車 (初代)

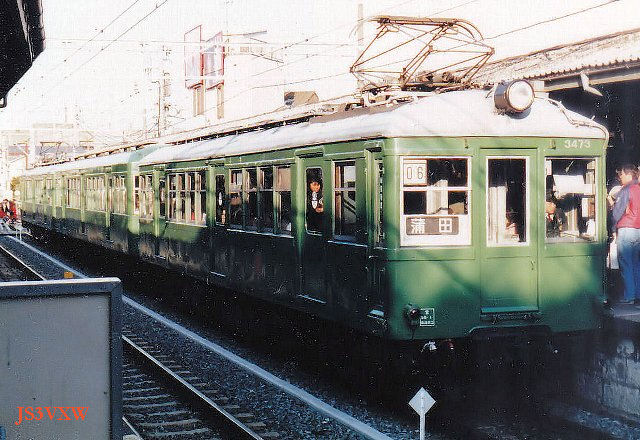
東急3000系

東急3000系電車（とうきゅう3000けいでんしゃ）は、かつて東京急行電鉄に所属した電車のうち、1920年代後半から1960年代中盤にかけて製造された旧型電車のグループを総称した呼称である。したがって、厳密には個々の形式に関する正式呼称ではない。

## 概要
これらの車両は、東京急行電鉄成立以前の目黒蒲田電鉄や東京横浜電鉄、池上電気鉄道からの引き継ぎ車、東急成立後の新造車など、非常に多彩である。また木造車の鋼体化車、国鉄や旧大東急時代他線区の戦災復旧車なども含まれる。製造・運用時期が太平洋戦争前後にまたがる車両群であるだけに、戦争の影響で改造・廃車・転用・譲渡などの大きな転変を余儀なくされた車両が少なくないのも、このグループの特徴である。
1942年に東京横浜電鉄が小田急電鉄・京浜電気鉄道を合併し、東京急行電鉄（いわゆる「大東急」）が発足した際、合併各社毎に異なっていた型式番号を整理するため、改番が実施された。
この結果、旧東京横浜電鉄（目黒蒲田電鉄、池上電気鉄道、東京横浜電鉄（旧））引継車については3000番台が付番された。以後「大東急」解体・新生東京急行電鉄発足後もこの付番原則は踏襲され、1954年に5000系（初代）が登場するまで、東急の鉄道線用車両は電気機関車・貨車等も含めすべて3000番台が与えられていた。ただし後年高性能車各形式が出揃った時期に、前述のように便宜上3000系として括られたのは、間接自動加速直並列抵抗制御、吊り掛け駆動方式の自動ブレーキ車で、全長16mから18m級の3扉ロングシートのものを指す。多くが半鋼製車であるが、デハ3200形等全鋼製車も存在し、また戦後1950年代末以降のアルミサッシ化や室内更新による近代化、東横車輛工業碑文谷工場で新造されたいわゆる“東急標準車体”への車体載替更新（単に戦災等による状態不良車体の交換だけでなく、デハ3450形3472のように事故車の代替車体となったものや、サハ3250形のように台車まで含めた完全新造車もあった）によって全金属車体になるものも現れるなど、その構成は非常に複雑である。

## 形式各説
ここでは、前述の
- 間接自動加速抵抗制御（直並列組合せ）
- 吊り掛け駆動方式
- 自動ブレーキ
- 半鋼製・全鋼製・全金属製で、全長16mから18m級の3扉ロングシート車体

の特徴を持ち、東急の車籍を有したものを3000系電車（初代）と定義し、このグループから派生的に改造された架線検測車デヤ3000形、有蓋電動貨車（荷物電車）デワ3040形とともに、形式ごとに解説する。なお、同じ3000番台の番号が付番されているこれ以外の機関車・電動貨車・付随貨車については東京急行電鉄の機関車・貨車で解説する。

### デハ3100形→サハ3100形
元は東京横浜電鉄のデハ100形 (101 - 112) で、12両が藤永田造船所で製造された。
101 - 105は、東京横浜電鉄開業用として1925年に製造されたものであったが、竣工直後に目黒蒲田電鉄デハ30形と交換で同社に譲渡されており、当初は東京横浜電鉄の車両として使用されなかった。106 - 112は、目黒蒲田電鉄が1926年に製造した同型の増備車である。
16m級両運転台3扉（定員110名（座席44名、立席66名））、リベット組立の半鋼製車体で、関東地方では前年の京浜電気鉄道デ51形に次いで導入された、最初期の鋼製電車である。この時期の電車としては珍しく、丸屋根を用いた近代的な外観を持つ。
竣功当時は木造ボギー車によく見られるトラス棒を台車間に装着。集電装置はパンタグラフとトロリーポールの2種を装備していたが、ほどなくトラス棒、トロリーポールともに撤去されている。側窓は竣工時一段下降式であったが、こちらも二段上昇式に改良されている。
107 - 112は1927年に、101 - 106についても1928年に東横に譲渡されて結局全車が東横に集結、1934年の目蒲への合併時にモハ100形と改められた。1942年には、全車が東急に引き継がれ、デハ3100形 (3101 - 3112) となった。
のち車体延長改造が行われて他形式と全長がほぼ揃えられ、かつ乗務員室も乗務員扉を持つ全室運転台とされた。さらに昇圧準備のため1957年に3101 - 3109が電装解除・運転台撤去を施工して付随車化されサハ3100形（同番）となり、電動車で残った3110 - 3112は翌1958年、上田丸子電鉄に譲渡された。サハ3100形についても1966年から1970年までに全車が廃車され、4両が他社（近江鉄道、熊本電気鉄道、加悦鉄道、日立製作所）に譲渡された。

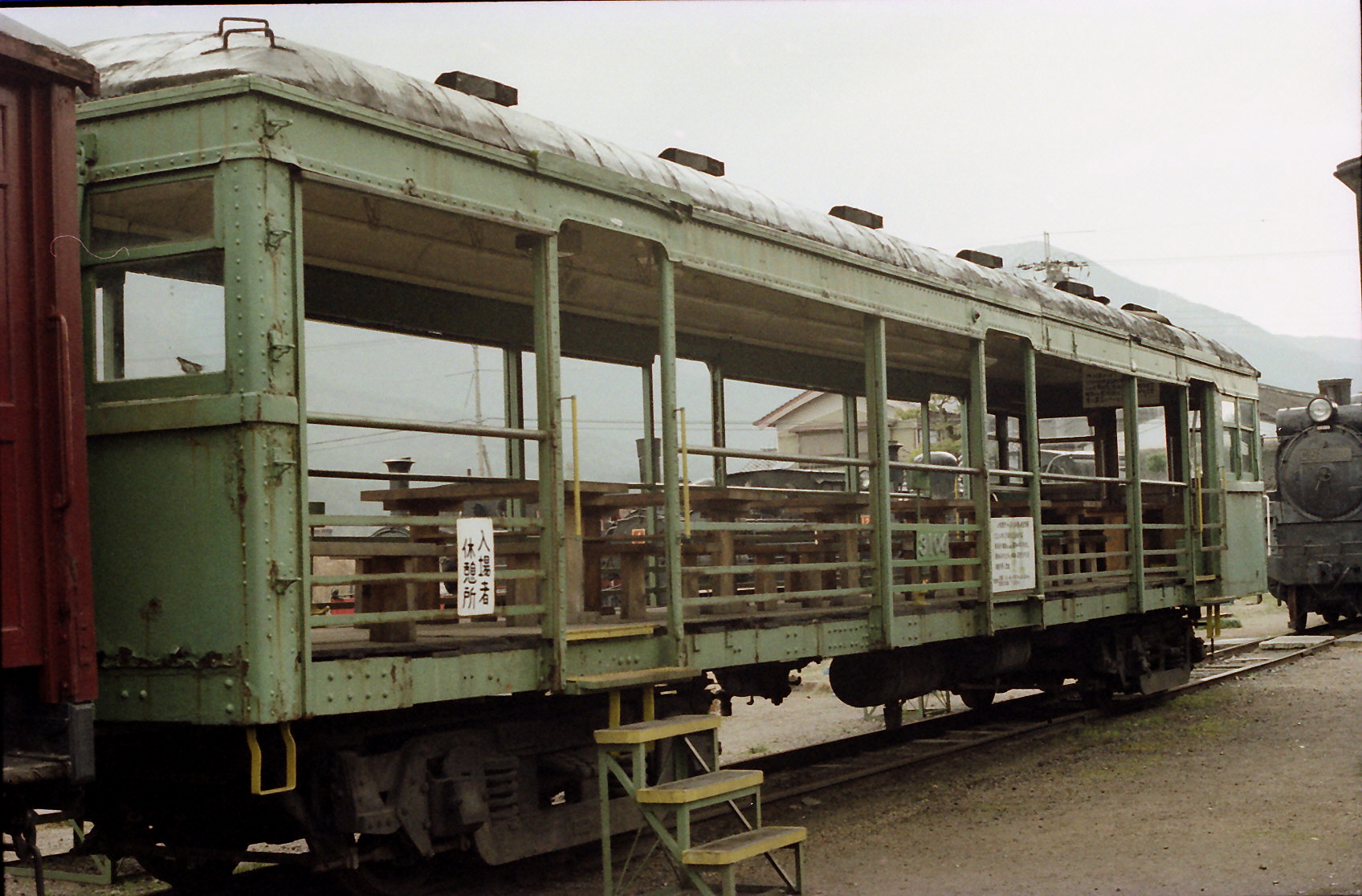
加悦SL広場で休憩所として利用されていたサハ3104

京都府与謝郡与謝野町の加悦SL広場に1両が現存している（サハ3104）が、加悦鉄道で運用されていた当時はステップ付加程度の改造で、東急グリーン塗装のまま客車として森製作所製の小型ディーゼル機関車（通称“森ブタ”）に牽引されるという特異な使用実態であった。僅か数年で運用離脱したのち、SL広場開設時に外板の大半が剥がされて休憩所となり、広場自体が加悦駅跡から大江山鉱山駅跡に移転後は「カフェトレイン蒸気屋」として、外板が全面的に張り替えられるなどの改造の結果原型とは似ても似つかない形態となった。ただし、台枠や鋼体骨組、藤永田製板台枠台車等はそのまま残されている。
またサハ3101はデハ3150形とともに近江鉄道へ付随車のまま（サハ101）譲渡され、その後小田急デハ1600形の車体に載せ替えてモハ203となった。さらに車体更新のうえモハ222として書類上現存することになっているが、原車から引き継がれたものは一切残っていない。
他2社ではいずれもデハ3150、デハ3200とあわせて譲渡され、熊本では制御車に改造、また日立製作所では蓄電池式電気機関車に牽引されて職員輸送客車として使用されたが、いずれも老朽化が激しく、数年で廃車された。

### デハ3150形（→クハ3220形）
当初は目黒蒲田電鉄のデハ200形 (201 - 206) で、大井町線開業用に1927年、川崎造船所で6両が製造された。デハ100形と同様の両運転台型3扉の半鋼製車であるが、全長が17mに伸び、定員も120名（座席44名、立席76名）に増加した。
本形式は、川崎造船所が昭和初期に製造した「川造形電車」の一つである。川崎造船所は1926年の阪神急行電鉄（現・阪急電鉄）600形電車以降、リベットの多い車体と深い屋根、魚腹形台枠などの共通した特徴を備える16mから17m級の重厚な全鋼製電車を、西武鉄道、長野電鉄などいくつかの私鉄向けに1929年頃まで生産した。これらを指す鉄道ファン間での分類用語が「川造形電車」である。
目蒲の場合は開業時導入されたデハ1形が、阪急の創始者小林一三の進言で当時の箕面有馬電気軌道（阪急宝塚線ほかの前身）に在籍した小型車のコピー的形態を採っていた例があり、院電の中古車が目蒲を経由して阪神急行に転出したこととあわせ、開業まもない頃の目黒蒲田電鉄における、阪急の影響力がうかがえる。

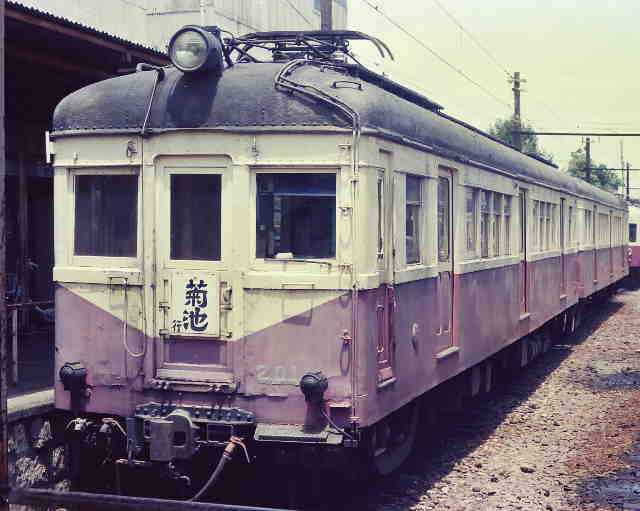
熊本電気鉄道モハ201（もと東急デハ3153）

1929年に204 - 206が東横に譲渡され、同年、203は「3」が「惨」に通じるとして忌み番回避のため200に改番された。モハ200形への改形式を経て、全車が東急に引き継がれ、デハ3150形 (3151 - 3156) となった。3152と3154は戦災に遭い、1947年にクハ3220形 (3223, 3224) として復旧。クハ3220形の2両はこの復旧時に片運転台、全室運転室化され窓配置はd1D5D5D2（d：乗務員扉、D：客用扉）となった。だが全室構造になったとはいえ運転台は狭く、1954年に車体を交換し、後述するがクハ3223はデハ3552に、クハ3224はサハ3361とされた。残った4両も1953年から1954年にかけて片運転台、全室運転室化されたが、こちらは窓配置も1段窓を除けば後続のデハ3400以降と同様なd1D4D4D2のいわゆる関東型配置（1930年代から1950年代の関東私鉄で典型的に見られた通勤電車のドア・窓配置レイアウト）となり、運転台も奥行1,100mmと余裕のあるものとなった。
サハ3360形3361号に台車を提供後のクハ3220形3224号の車体については、しばらく元住吉構内で詰所として使用されていた。ところが1958年に碑文谷工場で加修の上上田丸子電鉄に譲渡された。上田では旧伊那電気鉄道の木造車クハ260形261の鋼体化に充てられ、クハ270形271となった。1969年に廃止されるまで丸子線で使用されていた。
残るデハ3150形4両は1957年の直流1,500Vへの架線電圧昇圧を経て主に池上線で運用され、1966年から翌年にかけて近江鉄道および熊本電気鉄道に譲渡された。

### デハ3200形（→クハ3220形）
当初は目黒蒲田電鉄のデハ300形 (301 - 305) およびクハ1形 (1 - 5) で、デハ200形の増備車として1927年に川崎造船所で製造された。デハ200形の主電動機出力が75HPであったのに対し、本形式は速度向上と将来の昇圧を見据えて100HPとされた。主電動機の大型化により台車の軸距が200mm伸びているが、車体関係は同一である。
1928年にクハ5が電装されデハ306となり、東横に譲渡された。残るクハ1 - 4も1930年に電装され、モハ311 - 315（313欠）となった。デハ200形と同様に「3」を忌み番としたため、1929年頃に303を続番の307に改番している。全車が東急に引き継がれデハ3200形 (3201 - 3210) となった。3203と3206は戦災に遭い、1947年にクハ3220形 (3221, 3222) として復旧、主に池上線で使用された。クハ3220形はこの復旧時に片運転台、全室運転室化され窓配置はd1D5D5D2となった。だが全室構造とはいえ依然として狭く、復旧車でもあることから1953 - 1954年に車体を交換し、後述するがクハ3221はデハ3551に、クハ3222はサハ3362とされた。
サハ3360形3362号に台車を提供した後の3222号の余剰車体は碑文谷工場で詰所として使用されていたが、1958年にクハ3224と同様に再生工事が実施されて上田丸子電鉄に譲渡された。旧伊那電の木造車モハ5260形 (5261) の鋼体化改造に充てられモハ5270形5271となり、1969年の廃止まで丸子線で使用されていた。
残るデハ3200形は1954年から1955年にデハ3150形同様の全室片運転台化改造を行い窓配置は3150形と同様にd1D4D4D2となり、1957年から1958年には昇圧工事がなされた。主にサハ3100、3350形を中間に挟んだ3連を組み、末期には池上線で運用されていた。デハ3204は1969年に荷物車デワ3042に改造された。残りは1968年から1970年までに廃車となり、3209と3210が日立製作所に、3202が東急車輛製造に譲渡されている。

### デハ3250形
元は池上電気鉄道のデハ100形 (101 - 105) およびデハ200形 (201 - 203) である。制御方式の違いから目蒲・東横の在来車との混結ができなかったことから早期に整理対象となり、国鉄63系の割り当て（ただしこれは小田原線・現 小田急電鉄向けの1800形を指す）、国電の戦災損傷車受け入れ、および運輸省規格形車両の3700系投入に伴い、1948年から翌1949年にかけて全車譲渡された。

### デハ3300形（→クハ3230形・クハ3300形）・サハ3350形
元は目黒蒲田電鉄のモハ150形（150 - 161、153欠）・サハ1形 (1 - 4) である。木造車のモハ20形 (21 - 25) 、モハ30形（2代） (30 - 39) の車体を鋼体化したもので、いずれも元は旧院電（明治末期から大正中期製造の、初期の国鉄電車）の払い下げ車である。なお、両形式は運用面では区別されていた。

### デハ3400形
元は目黒蒲田電鉄のモハ500形 (501 - 505) である。1928年に川崎車輛で5両が製作された。車体形状的には川造形車体同様に、屋根が深くリベットの目立つ車体ではあるが、二段上昇式の窓や扉配置など、後の3450形、3500形に受け継がれるいわゆる東急スタイルの原点となった車両である。東急成立後はデハ3400形に改称された。
戦後の一時期神中線（旧・神中鉄道線。現・相模鉄道）の応援車両に充てられ、狭軌化と自動連結器装備が行われた湘南線デハ5230形（後の京浜急行電鉄デハ230形）とともに運用された時期がある。
1957年に全車に対し更新改造が施され、車体外板の張替えや全室片運転台化、前面貫通化が行われたが、デハ3405については両運転台のまま残され、しかも下り向き運転室は片隅式のままであった。その後同車は、1967年に開業したこどもの国線の専用車となり、白地に黄色と赤のカラフルな塗装を施された。
3401 - 3404は池上線、3405はこどもの国線での運用を最後に、1975年に東急での営業運転を退いた。その後は、3403・3404が弘南鉄道へ譲渡、3405が単行可能な両運転台構造を活かしてこどもの国線塗装のまま東急車輛製造（現・総合車両製作所横浜事業所）の業務用となったが、いずれも現存しない。

### デハ3450形
1931年より36年にかけて川崎車輛（44両）および日本車輌製造（6両）にて計50両製造された目黒蒲田電鉄および東横電鉄のモハ510形である（旧車両番号510 - 565、ただし末尾3は欠番）。

### デハ3500形
元は東横電鉄のモハ1000形である。1939年より川崎車輛にて22両が製造された。東急成立後にデハ3500形へと改称されている。

### デハ3550形
本来デハ3550形はクハ3650形とペアとなる電動車として企画されたものだが、こちらは当時東急に合併されていた旧帝都電鉄線の井の頭線への戦災応援車として充当されて1700形となり、東横線系統では「幻の車両」に終わった。
実際に東横線に投入されたデハ3550形はこれとは直接的には無関係であり、かつ全4両中デハ3551・3552とデハ3553・3554とでは経緯も車体形状も大きく異なる。
デハ3551・3552は1953年から1954年にかけて、応急復旧車クハ3221・3223(先述)を種車に東急車輛で車体新造し、電動車として復帰したもの。車体形状はクハ3850形と同様とされたが、当時最新鋭の台車を装備したクハに比べ、こちらの台車はイコライザー式で3150形が装着していたものの流用品であり、主電動機等も3150形のものであるなど、足回りは若干貧弱な印象がある。終始両者が同方向に連結した状態で使用され、クハ3850形が連結されると同形態での編成美を見せた。なお旧車から流用されたのは台車と電装品の一部のみで、台枠等の車体関係部材の流用はない模様である。
一方デハ3553・3554はともに終戦直後の井の頭線からの転属車で、前者が1959年に旧帝都電鉄のデハ1401を、後者は1964年に旧小田急のデハ1366を種車として、ともに東横車輛工業の手により更新された。車体形状は後のデハ3600形全金属車体車などと同様のノーシル、ノーヘッダー構造だが、3553は取付式前照灯で連結面切妻、3554は埋込式前照灯で連結面平妻丸屋根という差異がある。なおデハ1366の旧車体は、改造のうえデワ3041の木造車体と交換され、1981年まで使用された。
デハ3553・3554の2両とも台車は川崎K-3という一体鋳造の独特なもので、主電動機も東芝SE-139Bという、いずれも旧帝都電鉄に由来する東急では唯一のものを使用していた。この予備品確保が困難な超少数派の台車・主電動機が、更新車体を持つにもかかわらず早々に営業運転から外されるに至った一因と見られる。3551・3552も台車・電機品が古く、標準から外れることもあり、4両とも池上線の運用を最後に1975年に旅客営業から撤退した。
デハ3551は、1977年に日本の民鉄初とされる架線検測車デヤ3001(後述)に改造され、1993年まで在籍、その後東急車輛へ譲渡されている。デハ3552は日立製作所へ譲渡され、黄色と青という東急旧塗装を思わせるいでたちで、VVVFインバータ制御の試験車両としてその技術の先鞭をつけたほか、ミニ地下鉄用リニアモーター駆動の基礎試験等にも活用された。デハ3553・3554は揃って豊橋鉄道へ譲渡され、降圧改造及び3554は方向転換、電装解除のうえ、それぞれモ1731+ク2731として渥美線昇圧の1997年まで使用された。なお、モ1731は末期において、旧型国電からの流用であるDT12台車とMT30主電動機を装備していた。

### デハ3600形・クハ3670形・クハ3770形
1948年より、戦災焼失等で損傷した省線電車（モハ30形・モハ50形などの17m車）の車体等を譲受け、再生復旧工事を施す形で製作された車両で、デハ3600形・クハ3670形・クハ3770形の3形式、計37両が投入された。

### クハ3650形→デハ3650形
デハ3500形の設計をベースに、大東急成立後の1942年にクハ3650形として川崎車輛にて6両製作された。

### デハ3700形・クハ3750形
いわゆる「運輸省規格型」の車両。1947年川崎車輛にて20両（デハ3700：15両、クハ3750：5両）が製造された。

### デハ3800形
東急横浜製作所1953年製で、付随車（サハ）を除いて3000系列最後の新造車である。当初は東横線で運用された。デザインは当時の流行を追ったもので、窓の上下の補強帯を廃した「ノーシル・ノーヘッダー」スタイル、二段窓の上段をH断面ゴム支持とした「バス窓」、張り上げ屋根であった。台車は東急横浜製作所自製のコイルバネ台車、YS-M1とされた。東急本線系での吊り掛け電動車ではイコライザーのない台車は珍しく、モハ1形など古い時代の小型車を別にすれば同車とデハ3700形のFS15（改造予備台車）のみである。
主電動機は東洋電機製造TDK528系の110kW電動機で、性能的には3700形と同等である。このため、4連時にはデハ3801＋デハ3700形+デハ3802+クハ3850形の編成で運行していた。
翌年には設計を一新した新型車5000系が開発されたため、製造は2両で終了した。またその後の更新改造により、窓の通常型サッシ化やライトの窓下2灯化などで、他の一般車と酷似した形態になった。
もともと編成先頭に連結される機会が皆無であった3802号車は運転台を撤去し、3000系列唯一の中間電動車に改造され、3801号およびクハ3855と3両編成を組んだが、1981年には3両とも十和田観光電鉄に譲渡された。この際3800形は2両とも両運転台に改造されている。増設された運転台は切妻で、半室構造で最前部まで座席が続く構造とされた。
十和田ではデハ3801号がモハ3809号に、デハ3802号がモハ3811号と改番され同線の主力として運用されたが、2002年に7200系・7700系に代替されている。2両とも保存の対象とはならず、同年11月に一部のワンマン運転機器を残し解体された。

### デハ1350形・デハ1400形・クハ1550形
1947年に幻のデハ3550形（上記のデハ3550形を参照）の代替として入線したもので、いずれも3000番台への改番はなされず井の頭線時代のままの車両番号で使用された。神中線（現・相模鉄道）などからの一時的な応援車を別にすれば、東急鉄道線きっての異端車である。
デハ1350形は1366号の1両のみ。1930年川崎車輛製の小田原急行クハ564がその出自で、その後電動車化されてモハ251となった。大東急合併後にデハ1366となり、デハ1367とともに井の頭線に転属した。デハ1367は永福町車庫の空襲で焼失し、残ったデハ1366が東横線に転属したものである。本車は曰く付きの車両で、井の頭線時代に無人暴走し渋谷駅の車止めを突破の上、床下機器を大破する事故を二度起こしている。本車が転属対象となったのは、二度目の事故復旧の際、元住吉工場から東横線用の電装品（前述した幻のデハ3550の増備車のためのストックといわれる）を流用していたことが理由とされる。一方、台車・主電動機は帝都モハ100形用の川崎K-3・東芝SE139Bに交換されていた。東横線に入線した時点では2扉車だったが、使い勝手が悪かったため3扉化されている。
デハ1400形も同じく1401の1両のみで、1933年、同じく川崎車輛製の帝都電鉄モハ101として製造された。当時の電車としては斬新な大窓を持ち、運転席前面窓上に取り付けられた庇や半開放型の運転台も特徴である。大東急合併後にデハ1401となったが、1945年5月25日の永福町車庫空襲で焼失した。復旧に際してデハ1366同様東横線用の電装品を装備したことが転属の理由とされる。台車はデハ1366と同様に川崎K-3、主電動機は東芝SE139Bで、いずれも帝都モハ100形のオリジナル装備である。
クハ1550形は1553・1554の2両で、それぞれ1938年日本車輌製造製の帝都クハ253・254が出自。やはり永福町車庫で被災し、前記2両とともに東横線入りした。台車は日車D18である。
いずれの車両も片運転台化が行われたが、当初はいずれも片隅式運転台のままで、連結面には元の乗務員扉が残されていた。これらは時代が落ち着くにつれて全室運転台化などとあわせ、徐々に整備されていった。特にデハ1366は1950年に3扉化されたことで小田急時代とは雰囲気が変わったが、同社残留車が1954年以降更新されて大幅に姿を変えたため、逆に原形を残している部分も多かった。また、デハ1400形・クハ1550形の前面庇も後に撤去された。
当初はそれぞれでデハ - クハの2両編成を組んでいた。このうちデハは桜木町事故を契機に1366号の両側と1401号の連結面側に貫通路と幌が整備され、国電復旧車クハ3671を加えた1401-1366-3671の、他社由来車のみの3両編成を組んで東横線で使用された。一方クハは最後まで連結面非貫通のままでデハ3450形等に連結され、主に大井町・池上線で使用され、上り向きクハとしても希少な存在であった。いずれも昇圧改造が行われている。
その後デハ1366は1964年にデハ3550形3554に、デハ1401は1959年に同じくデハ3553に、クハ1553は1963年サハ3360形3366に、クハ1554は1959年に同じくサハ3365に更新された。デハ1366の車体は改造のうえ木造荷電デワ3041の鋼体化に流用されたが、帝都線由来の3両は被災車体の応急復旧であったため状態が悪く、いずれも解体されている。

### クハ3660形
元々は大東急時代末期の1947年、小田原線（現・小田急電鉄）の焼失車デハ1158の復旧用車体として川崎車輛で製造されたものである。ところが、復旧用車体は何故か2両分が落成し、なおかつデハ1158は譲渡先の相鉄で復旧してしまった。このため2両分の復旧用車体に戦災省電サハ25形のTR10形台車を組み合わせ東横線系統用として竣工した車両がクハ3660形である。さら当時は独自に設計した車両の新造は禁止されていたため、車籍は京浜線の木造車クハ5213・5222のものを利用した。これらの車両からは改造されたことになっているが、あくまで名目上のみで部品等も流用されず、台車を除いて新品である。
車体は本来の種車であるデハ1150形と同じ15m級で、半室片運転台で前面は平妻である。デハ3300形に似た形状だが、窓の高さはデハ3500形と同様の950mmである。屋根上にはパンタグラフ台を持つがパンタグラフは搭載されていない。他のクハとは異なり、電動車として製作された名残である。
昇圧に合わせて前面・連結面貫通化、全室運転台化、室内蛍光灯取付などが行われ印象が変わったが、アルミサッシ化などは行われていない。
当初は東横線でも使用され、やがて運用範囲は全線に及んだ。数少ない上り向き制御車であることから後年は特にデハ3450形下り向き車の連結相手として重用された。田園都市線ではクハ3661が開業時から長く使用されたほか、クハ3662はクハ3850形3866に代わってこどもの国線用となり、専用カラーに塗り替えられて転用された。こどもの国線は開業当初、閑散時に両運転台車デハ3405による単行運転が行われたが、当時の所属区であった鷺沼検車区は上り方向に留置線が広がる構造であるため、開業当初使用された下り向き車クハ3866では、解放時に入換を行う必要があることから交替となったものである。
1975年の運用離脱後にクハ3661はデハ3310とともに上田交通へ貸し出され、1979年に正式譲渡された後、クハ3772と入れ替わりに1982年に廃車された。車齢がより古いデハ3310より先に廃車となったのは、3600・3700系などとともに戦後すぐの製作で、これらと同様に材質不良がその一因であったとされている。上田では終始東急グリーン塗装のままで、改番もされずにラッシュ専用車として使用された。
クハ3662は作家としても知られる乗り物好きの精神科医・斎藤茂太に引き取られ、彼の経営する東京都府中市の斎藤病院敷地内で売店として使用されたが、病院の新築工事の影響で解体された。当初はこどもの国線時代の塗装そのままだったが、末期は赤一色であったとされる（鉄道ファン 1994年7月号に、赤一色当時の写真が掲載されている）。

### クハ3850形・サハ3370形

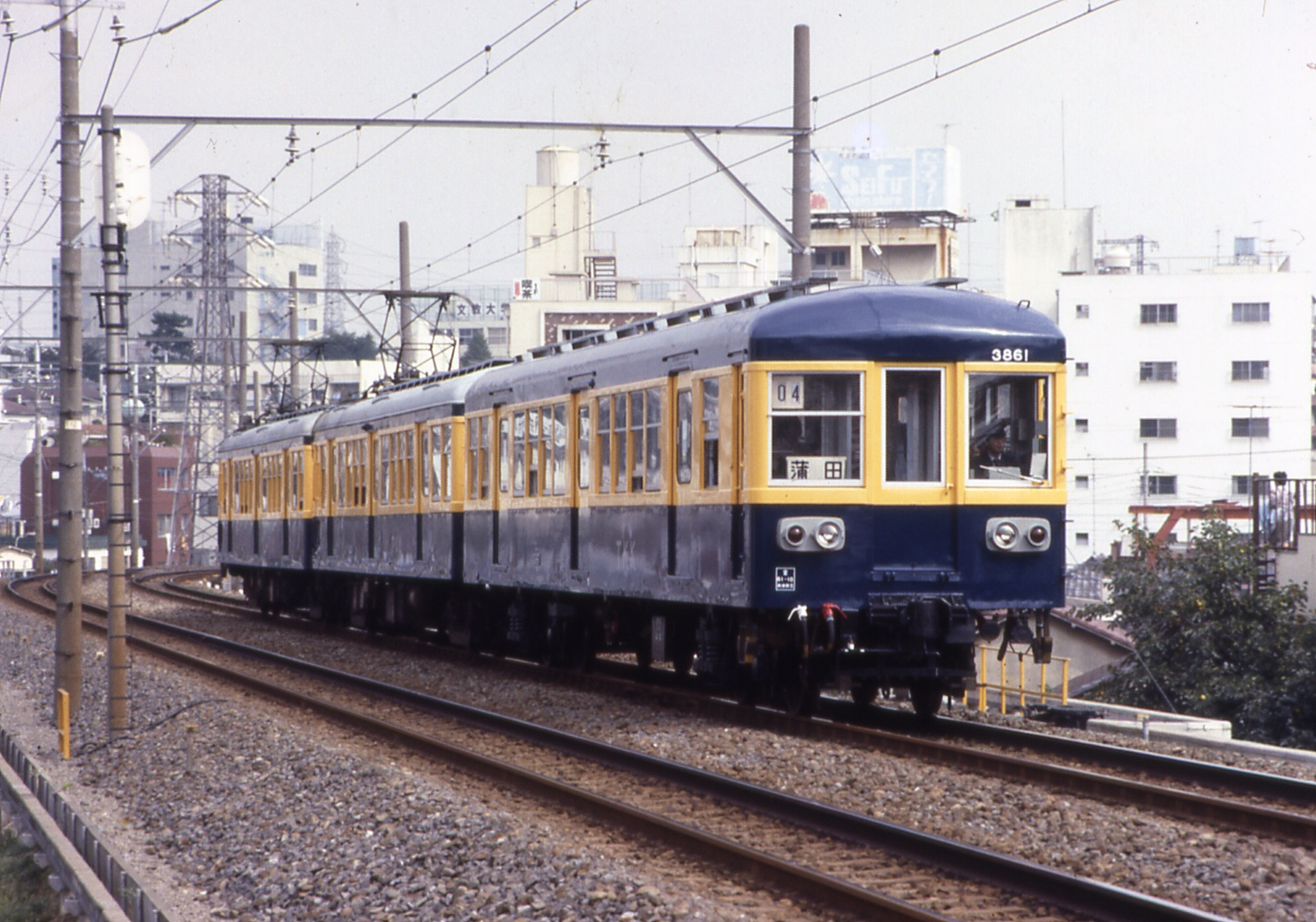
本形式から始まったツートン塗色が最末期に復刻されたクハ3861以下3両編成
※後2両はデハ3450形

1953年より川崎車輛で3850 - 3854の5両、東急横浜製作所で3855 - 3866の12両、計17両が製造された。運輸省規格型の束縛もなくなった時期であり、戦後初の東急独自による新車といえる。デハ3800形とは形状・経緯など似て非なる部分も多く、事実上制御車のみのグループである。
制御車のみが大量製造された経緯として、元来電動車比率が高い状況のもとで、効果的に長編成化を図ったことがあげられる。戦前からの車両はサハ1形→サハ3350形や戦災復旧車などを別にすれば単行使用が前提の両運転台電動車ばかりであり、戦後の増備車を加えても、本形式の登場直前の段階で電動車147両に対し制御車・付随車は42両に過ぎなかった。
こうした中、鉄道全線の架線電圧1,500V昇圧により主電動機出力が向上（例：デハ3450形等のHS267系で600V時に75kWが、昇圧後は94kWになる）すると、電動車のみの編成では当時としては出力過剰気味であり、昇圧を控えた段階で、まとまった車両増備が片運転台の制御車のみとなったのは、充分な必然性があったと考えられよう。
車体形状や寸法などはデハ3700形を基本としつつも、製造当初より前面が貫通式であるほか、乗務員室の奥行きが拡張され、客室窓割りが後ろに若干寄っており、連結面側は平妻になっている。
戦後の混乱から一段落した時代でもあり、3700系譲りの天地の小さい窓を持ちつつも、鋼体、室内木工など各部造作仕上は丁寧なものになった。前照灯は湘南電車等を思わせる埋め込み式となったほか、特筆すべき点として当時熾烈な開発競争がなされた新型台車の採用が挙げられる。川崎製は軸梁式のOK-6が、東急製はペデスタル式のYS-T1が採用された。いずれもイコライザーや板バネを廃したもので、飛躍的な乗り心地の向上をもたらした。さらに従来深緑色だった車体色が窓周りが山吹色、幕板部と胴部が紺色のツートンカラーとされ、後に在来車にも波及した。
また川車製は3854号以外に幌枠がなく、貫通扉上部にウィンドゥヘッダーが巻かれている。その一方で東急製は全車幌枠を装備していた。他にも曲面や窓周りの仕上げにも両者に差異がある。また車両番号は他系列とは違い3850 - 3866と1ではなく0から始まっているのも特徴だが、理由は不明である。デハ3450形も同じく0から付番されているが、これは50両存在した全車の番号を収めるためである。
登場後は3400形以降の電動車各形式と組み、新玉川線を除く鉄道全線で使用された。クハ3866は白黄赤の塗装にピンク色の内装となって開業時のこどもの国線に転属した。同車は1967年4月28日開通式のおり、テープカットをつとめた常陸宮正仁親王や政府関係者、当時の東急社長・五島昇ら要人の乗用となった経歴を持つ。その後連結相手のデハ3405による単行運転を行う際、当時所属していた鷺沼検車区で入換作業を必要とすることからクハ3662と交替して本線に復帰した。このとき外板はグリーンに塗装されたが独特の内装はそのままで、本線系統の車両に混じって異彩を放っていたという。
1973年から更新修繕が開始されたが、従来の窓寸法の拡大とアルミサッシ化、室内デコラ張り化などに加えて張り上げ屋根化と前照灯・尾灯のユニット化も行われ、追ってデハ3500・3650・3800も同仕様となった。またこの際、デハ3500形等の中間に組み込まれていたものについては5両が運転台を撤去して付随車化され、サハ3370形となった。これらは旧前面側が丸妻のままであり、窓配置も中心から若干偏った中間車となった。デハ3450・3500形の中間に連結され3連で使用されたが、MTM（M：電動車、T：付随車）3連は補助電源の集中化が行われたことから、サハ3360形全車とサハ3251とともに、本形式に関しても5.5kVAの東芝CLG319形電動発電機が搭載された。これは大阪万博モノレールの発生品とされるもので、日本万国博覧会開催当時に同モノレールの運行管理を東急が担当したことと関連があるとされる。
- クハ3859・3857・3863・3865・3862→サハ3371 - 3375

末期は両形式とも目蒲・池上線で使用され、1981年より廃車開始。1989年3月の3000系列一斉廃止まで運用された。その直前には最終定期検査のクハ3861と3866、サハ3375（それぞれ3452F、3484F、3472Fに連結）が黄と青のリバイバル塗装となっていた。とくにクハ3861と3866は前面2灯、サハ3375を含めると張り上げ屋根、通常の2段窓に旧塗装という最初で最後の姿となった。
大半がそのまま廃車解体された中、クハ3855・3861は十和田観光電鉄に譲渡され、それぞれ3810・3802となり2002年まで使用されたほか、クハ3856、サハ3375は運用離脱後もしばらく長津田検車区に留置されていたが、1994年頃までに解体されている。またサハ3372は1985年の第1回東京国際映画祭の折りにデハ3466と同様に渋谷で展示され、終了後軽井沢に移送ののち解体されている。

### サハ3250形
サハ3350・サハ3100形の置き換えのため、1965年から1966年にかけて東横車輛工業碑文谷工場で7両新造された、初代3000系最後の新造車で、かつ東急が最後に増備した普通鋼製車である（以降はステンレス車のみの増備に移行）。旧池上のデハ3250形とは関係がない。
形態はデハ3553以来の全金属製東急標準車体でシルとヘッダーはない。丸屋根を持つサハ3366と細部を除き同様である。サハ3251はサハ3351の改造名義で、デハ3700形の改造予備台車であった住友金属工業製FS15台車を装備した。他は純粋な新造車として東急車輛製TS322新造台車を使用した。
全てデハ3500形の中間車として使用され、電源集中化も行われた。このときサハ3251が東芝CLG319電動発電機であったのに対し、他6両は東芝製静止形インバータ (SIV) が搭載されたが、旧性能車へのSIV搭載は日本では珍しい。
サハ3251のFS15台車は1984年に予備品共用化のためクハ3850形廃車発生品のYS-T1に換装されている。
目蒲・池上線で使用されたが、サハ3252は1988年、他6両は1989年に廃車。サハ3256のみその後も車籍を有したまま長津田検車区に留置されたが、1994年に除籍・解体されている。

### サハ3360形
東横線系統および帝都線（現・京王電鉄井の頭線）の戦災復旧車を1954年から1963年にかけて付随車として車体更新したもので、6両が在籍していたが種車は3グループに分けられていた。
- サハ3361・3362号：デハ3150・3200形の戦災復旧車クハ3220形の3222・3224号の更新車。車体製造は東急横浜製作所で、台車は3150・3200形の川車製弓形イコライザー式。同様の復旧車3221・3223はデハ3550形の3551・3552号として更新している。

- サハ3363・3364号：デハ3300形の戦災復旧車クハ3230形（3231・3232）の更新車で、車体製造は東横車輛碑文谷工場。台車は省型TR10であった。

- サハ3365・3366号：帝都線からの転入車クハ1550形（1554・1553）の更新車。車体製造は東横車輛碑文谷工場。台車は日車D18であった。

車体形状は3361 - 3363がデハ3650型に合わせたウィンドウシル・ヘッダー付き切妻・広幅貫通路・半鋼製の車体で、本車の登場によって、ようやくデハ3650形の広幅貫通路が活用され、以後1989年の廃車まで編成は全く変わらなかった。
3364 - 3366は狭幅貫通路を持ち、ノーシル・ノーヘッダー・アルミサッシのいわゆる全金属製東急標準車体であるが、更新車体の製造時期が各車離れており、3364は切妻でベンチレータが2列、ランボード付き。3365は切妻だがガーランドベンチレータ6個でランボードなし。3366は丸屋根平妻でベンチレータ5個である。デハ3450形、デハ3500形と組んで使用された。
固定編成車の電源集中化に伴い、サハ3370形・サハ3251とともに東芝CLG319形電動発電機が搭載された。
D18台車はサハ3365・3366が東急唯一であり、予備品捻出のため1975年、廃車解体されたデハ3300形3311の台車がサハ3366に転用された。とはいえ形式全体での雑多さは解消されず、平軸受でもあったことから、1981年にデハ3450形の廃車開始に伴い、全車3450形発生品の川車製台車に交換された。客用扉はそれ以前にすべてステンレス製の小窓のものに取り替えられている。
サハ3361 - 3363の各車は当初、一度更新が行われたことを理由に早期廃車が予定され、このためデハ3650形偶数車は制御車連結を前提に、更新時に前面貫通化が行われた。しかし、その後の計画変更で廃車は撤回され、初代3000系列としては最後に室内更新が行われた。この際、これまで行われた張り上げ屋根化は実施されず、代わりに窓が上段下降・下段固定で中桟が窓中央にあるなど、デハ3650形とは形状が異なるものとなった。壁面のアルミデコラ化、床のリノリウム化などは他車同様である。このとき、客用ドアは全車ステンレス製の小窓のものに交換された。
サハ3364が1984年、サハ3362が1988年、他4両が1989年の3000系列全廃時に廃車され、全車が解体されている。

### デヤ3000形
私鉄初とされる本格的な初代電気検測車。
1977年、休車になっていたデハ3550形3551号から改造されたもので、3001号のみが存在した。改造内容は両運転台化のうえ、検測用パンタグラフの新設、中扉と車端寄り1か所の扉の閉鎖、および屋根中央部を低屋根構造したうえ検測ドームおよびサーチライトを新設等している。
ドーム部の車内にはやぐらが組まれ、架線を目視するための椅子（当時のスポーツカーのような革張りのもの）と工業用テレビカメラが取付けられた。さらに測定機器等が積み込まれ、カメラで撮影された映像は録画されるシステムとなっている。
前面形状は既設側がデハ3550時代のままの半流貫通型で、増設側はデハ3300形を思わせる平妻非貫通型となった。最後までアルミサッシ化などは行われず、クハ3850形（初期）と同様の面影を留めていた。
登場当時はデワ3040形などと同じダークグリーン塗装で、その後営業車同様のライトグリーンに前面黄帯となっている。
台車・主電動機は当初、種車のものを引き継いだデハ3150形由来のものであったが、デハ3450形の廃車開始に伴い、部品共通化からデハ3488の発生品と交換している。
通常は奥沢検車区の目黒寄りに留置され、検測時以外は稼動しなかったが、動力車として使用されていたデハ3450形デハ3450が、モハ510に復元されて営業線を離れるのに伴い長津田検車区に転属し、デハ3499とともに動力車としても使用されるようになった。
1992年、デヤ7200形の登場により廃車になったが、後継となったデヤ7290号の改造内容は、基本的にデヤ3001のものを踏襲している。
その後は東急車輛製造で入換車として使用され、新3000系の搬出の際、同番号の3001号と連結したこともある。7000系転入後は事実上稼働を中止し、工場敷地内に留置されていたが、2010年3月に解体された。

### デワ3040形

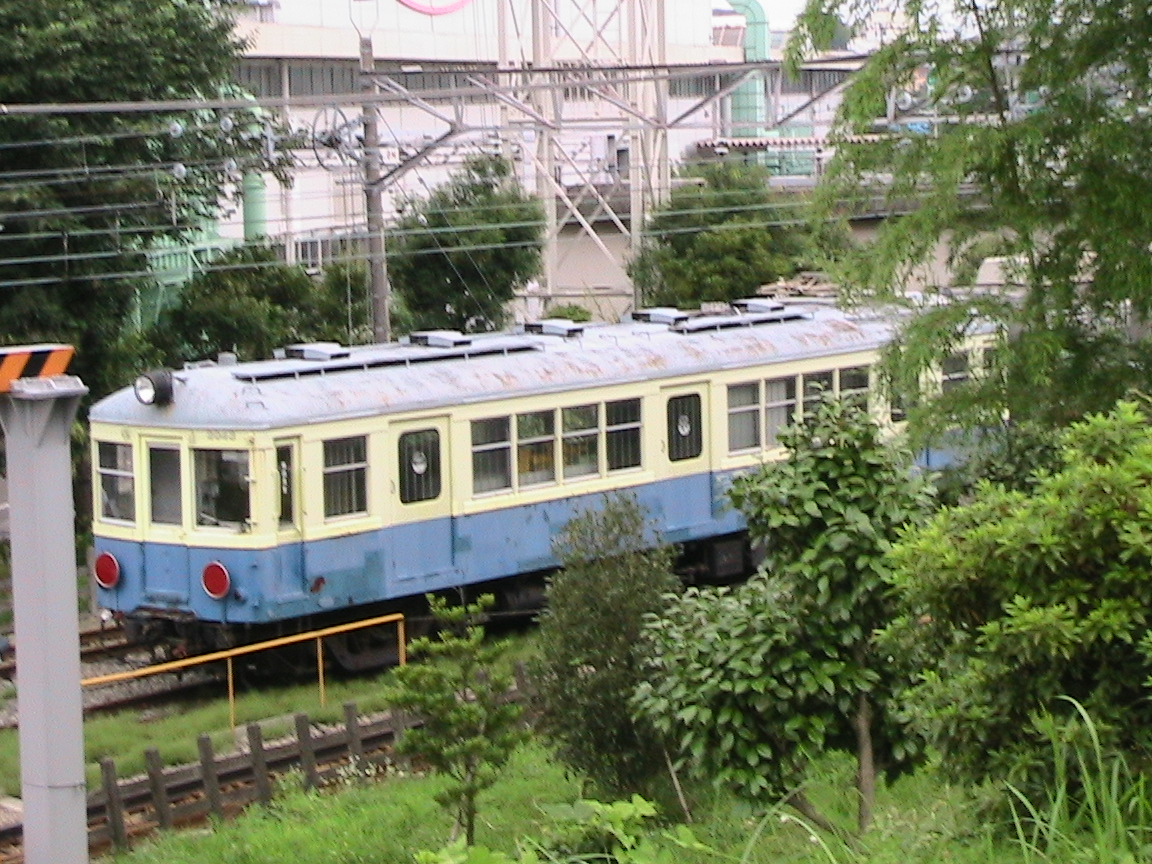
長津田車両工場、こどもの国線脇に留置されているデワ3043

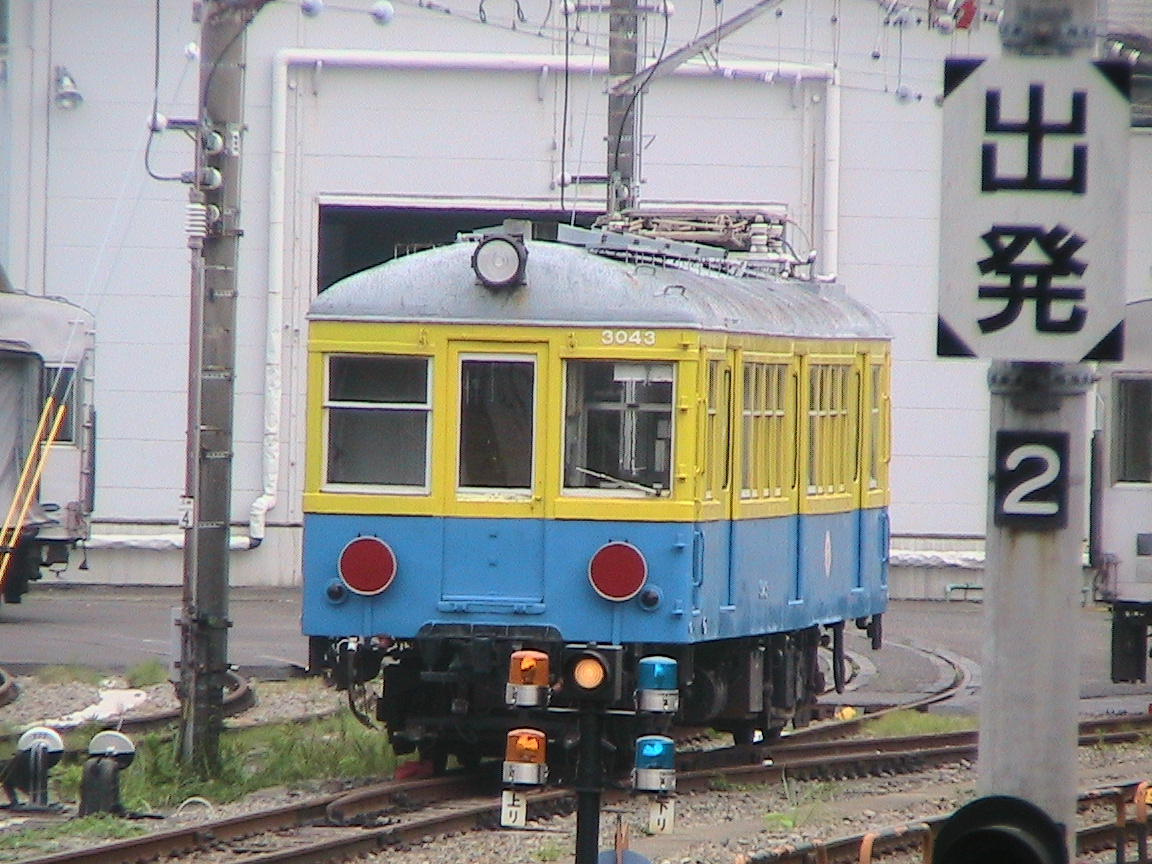
再塗装を受けたデワ3043

かつての東急の小荷物輸送は、旅客車の転用や旅客電車の一部を荷物室に仕切ることでまかなわれていたが、じきに専用車が用意された。なお、記号が「デニ」ではなく「デワ」とされたのは、二軸の有蓋電動貨車デワ3000形が既に在籍しており、本車もこれと同様に登録上は有蓋電動貨車とされたことによる。この形式は3両存在したが、全て由来の異なる車両である。
運用は新玉川線を除く鉄道全線の大部分に及んだ。大岡山駅、田園調布駅には専用の荷物ホームが設置（以前は渋谷駅・菊名駅にも存在、なお渋谷には旧地上ホームに痕跡が残存していた）され、その他の駅では旅客ホームから荷扱いする光景が見られた。また中元、歳暮シーズン等には3041号と3042号が連結されて使用されることもあった。
- デワ3041 - 戦災国電の転入と前後して入線した木造荷電の事故車モニ13012を改造の上使用した。ところがダブルルーフの屋根は東急の車両定規を突破しており、特認をもって使用された。主電動機はイギリスのメトロポリタン製MT12なる珍品であったが、他の電装部品は新品とされている。1964年、デハ1366の更新に伴い、この小田急タイプの旧車体を改造して鋼体化が図られた。改造内容は両運転台化と、中扉の拡張、客室設備の撤去、および一部の窓埋め等である。台車は後にTR14からTR22 (DT11) に、主電動機も142kWのHS269Crに交換され、単行使用が前提の車両にしては異例の高出力車となった。デワ3043の登場により置き換えられ、解体された。

- デワ3042 - 1967年にデハ3204から改造された。田園都市線開業の頃には、旅客輸送量の増大から荷電検査時に旅客車による代走を行うことも困難になってきたこと、手小荷物取扱量が一時的に増加したことから荷物電車の増備が必要となっていた。種車の老朽化が激しいため、改造に際して外板が全面的に張り替えられ、ノーリベットになっている。当初は戦前以来のダークグリーン塗装であったが、1979年からライトグリーンに前面黄帯とされた。デワ3043に置き換えられた後、東急車輛製造の入換・動力車となったが、退役後は解体。

- デワ3043 - 1981年にデハ3498から改造され、前者2両を置き換えた。この時点で既にトラック化の流れから荷物の取り扱い量は減少していたため、改造はドアエンジンおよび座席の撤去、窓保護棒の取付程度でほとんど原型を保っていた。本車検査時は両運転台のデハ3450号などが代車で使用された。ところが本車の改造と時期を同じくして、宅急便などのサービスが急速な進展を見せたことから鉄道荷物輸送の存在意義が失われ、改造翌年に荷物列車の運行は廃止された。除籍後は老朽化著しかった長津田車両工場の入換車旧デハ3604の代替車となった。山側に両開きの大扉が設けられたうえで青と黄色のツートンカラーとなり（2007年7月に著しく退色していた外板が塗り直された）、電動空気圧縮機も8000系で使用されていた大容量のもの（それまではC-1000型を吊っていた）が載せられるなどの変化もあったが、最後まで稼動状態の旧デハ3450形として極めて貴重な存在であった。アント入換機導入に伴いデキ3021・ED301とともに使用停止となり、2009年6月末に解体された。

## 車両数の変遷
| 年   | 路線     | 3450 | 3500 | 3650 | 3670 | 3770 | 3850 | 3250 | 3360 | 3370 | 小計 | 計 |
| ---- | -------- | ---- | ---- | ---- | ---- | ---- | ---- | ---- | ---- | ---- | ---- | -- |
| 1982 | 大井町線 | 3    |      |      |      |      |      |      |      |      | 3    | 96 |
| 1982 | 目蒲線   | 10   | 18   |      | 1    |      | 2    | 5    | 2    | 4    | 42   | 96 |
| 1982 | 池上線   | 24   | 4    | 6    |      | 1    | 9    | 2    | 4    | 1    | 51   | 96 |
| 1983 | 大井町線 | 2    |      |      |      |      |      |      |      |      | 2    | 89 |
| 1983 | 目蒲線   | 6    | 18   |      |      |      | 1    | 5    | 2    | 4    | 36   | 89 |
| 1983 | 池上線   | 24   | 4    | 6    |      |      | 10   | 2    | 4    | 1    | 51   | 89 |
| 1984 | 大井町線 | 2    |      |      |      |      |      |      |      |      | 2    | 89 |
| 1984 | 目蒲線   | 5    | 18   |      |      |      |      | 5    | 2    | 4    | 34   | 89 |
| 1984 | 池上線   | 25   | 4    | 6    |      |      | 11   | 2    | 4    | 1    | 53   | 89 |
| 1985 | 大井町線 | 2    |      |      |      |      |      |      |      |      | 2    | 74 |
| 1985 | 目蒲線   |      | 18   |      |      |      |      | 5    | 2    | 2    | 27   | 74 |
| 1985 | 池上線   | 20   | 4    | 6    |      |      | 8    | 2    | 3    | 2    | 45   | 74 |
| 1986 | 大井町線 | 2    |      |      |      |      |      |      |      |      | 2    | 71 |
| 1986 | 目蒲線   | 2    | 18   |      |      |      | 1    | 5    | 2    | 2    | 30   | 71 |
| 1986 | 池上線   | 16   | 4    | 6    |      |      | 6    | 2    | 3    | 2    | 39   | 71 |
| 1987 | 大井町線 | 2    |      |      |      |      |      |      |      |      | 2    | 71 |
| 1987 | 目蒲線   | 10   | 14   |      |      |      | 3    | 4    | 2    | 3    | 36   | 71 |
| 1987 | 池上線   | 8    | 8    | 6    |      |      | 4    | 3    | 3    | 1    | 33   | 71 |
| 1988 | 大井町線 | 2    |      |      |      |      |      |      |      |      | 2    | 68 |
| 1988 | 目蒲線   | 10   | 14   |      |      |      | 3    | 4    | 2    | 3    | 36   | 68 |
| 1988 | 池上線   | 8    | 6    | 6    |      |      | 4    | 2    | 3    | 1    | 30   | 68 |
| 1989 | 大井町線 | 2    | 1    | 1    |      |      | 2    | 1    |      |      | 7    | 10 |
| 1989 | 池上線   | 2    |      |      |      |      |      |      |      | 1    | 3    | 10 |
| 1990 | 大井町線 |      | 1    |      |      |      | 1    | 1    |      |      | 3    | 3  |

- 1982・83年は1月1日現在、84年以降は4月1日現在
- 『私鉄車両編成表』各年版、ジェー・アール・アール

## 運用の変遷
1970年代初頭まで東横線運用に充当され、また開業間もない頃の田園都市線では主力車として、いずれも最大5連または6連で運用された。また、その末期には目蒲線・池上線で下り向きに制御車を連結するか、付随車を中間に挟んだ3両編成で運用された。1989年3月18日に目蒲線を最後に旅客運用からは一斉撤退、事業用車として使用されたものや休車留置されたもの等も1994年までにすべて除籍され、形式消滅している。また、この3000系列の運行終了によって東急の営業用鉄道線車両はすべて回生ブレーキ装備車両となった。
東急に最後まで残存していたのは、1931年製目黒蒲田電鉄・東京横浜電鉄モハ510形を前身とするデハ3450形、および1939年製東京横浜電鉄モハ1000形を前身とするデハ3500形を中心とするグループであった。3450形を除いては張り上げ屋根化改造やヘッドライト位置の改造などが施されて、ある程度近代化された形態を備えていた。
1947年以降、比較的古い車両や運用面で支障のある車両が地方私鉄に譲渡されるようになったが、1960年代以降は他社譲渡が本格化、一形式の大半が移籍した弘南鉄道や名古屋鉄道をはじめ、日本各地の私鉄に譲渡された。2000年代まで十和田観光電鉄に少数が残存していたが、これらの置き換えのため東急7700・7200系を導入後も、同社において動態保存されていたモハ3603（旧デハ3655）が2012年の路線廃止に伴い除籍され、現役・稼働車は消滅している。

## 付記
- 本系列をモチーフとした楽曲として、デハ3450形の項で述べる「目蒲線物語」の他、「池上線」（作詞：佐藤順英 作曲・歌 ：西島三重子 1976年）が存在する。この曲は純粋な歌謡曲であり、かつ歌詞からは本系列が地域風土と一体化した存在であったことがうかがえる。コミックソングである前者とは一見対照的だが、本系列を時代に取り残された人間味やノスタルジーの拠り所として用いた点は、両者に共通しているといえる。なお、2005年頃より通信カラオケシステムDAMでは機種改良に伴い、同機種で配信する「池上線」の背景映像に末期の3000系電車（旧塗色）が登場している。